# Wigan
Wigan är en stad i storstadsdistriktet Wigan i Greater Manchester i England i Storbritannien. Varifrån staden har fått sitt namn är okänt och den finns inte med i Domesday Book. Staden har tidigare haft en betydande kolbrytning och textilindustri. Staden hade 81 557 invånare år 2021.
Rugby league-laget Wigan Warriors räknades som världens bästa klubblag under 1980- och 1990-talet. Fotbollslaget Wigan Athletic FC blev professionellt så sent som 1978. De spelade sin första säsong i Premier League 2005/2006 och spelar, efter säsongen 12/13 i den Engelska andradivisionen, Championship.
George Orwell skrev boken The Road to Wigan Pier.
Komikern och artisten George Formby föddes här.
Rockbandet The Verve bildades i Wigan år 1989.

## Landmärken

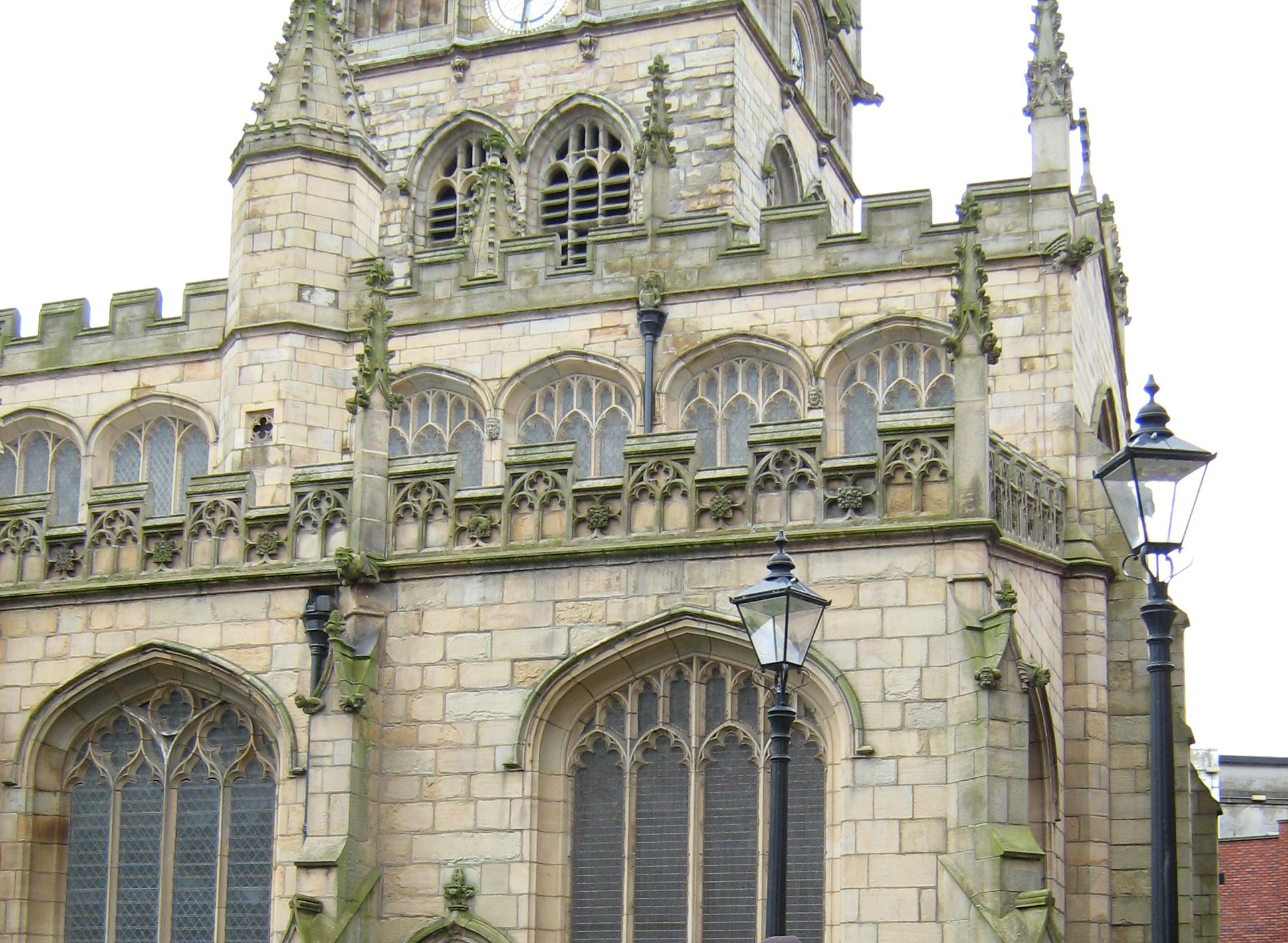
Wigan Parish Church

- Haigh Hall
- Wigan Parish Church
- JJB Stadium
- Wigan War Memorial
- Mab's Cross
- Trencherfield Mill & Steam Engine
- Wigan & Leigh College Pit Winding Wheel
- Wigan Town Hall
- Wigan Market Hall
- Uncle Joe's Mint Balls Factory
- Wigan Market Square
- Mesnes Park
- Wigan Pier
- The Grand Arcade
- Whitley Woods